# Flügespitz
Flügespitz är en bergstopp i Schweiz.   Den ligger i distriktet Wahlkreis See-Gaster och kantonen Sankt Gallen, i den östra delen av landet, 130 km öster om huvudstaden Bern. Toppen på Flügespitz är 1 703 meter över havet, eller 47 meter över den omgivande terrängen. Bredden vid basen är 0,39 km.
Terrängen runt Flügespitz är bergig söderut, men norrut är den kuperad. Närmaste större samhälle är Walenstadt, 8,9 km öster om Flügespitz. 
I omgivningarna runt Flügespitz växer i huvudsak blandskog. Runt Flügespitz är det ganska tätbefolkat, med 62 invånare per kvadratkilometer.